# Fatich Tuchwatullin
Fatich Nasyrowicz Tuchwatullin (ros. Фатих Насырович Тухватуллин, ur. 16 marca 1894 we wsi Czubukły w guberni ufijskiej, zm. 10 lipca 1938 w Ufie) – baszkirski rewolucjonista, polityk.
Kształcił się w medresie "Muchammadija", później skończył szkołę przemysłową w guberni permskiej. Od 1915 członek SDPRR(b), 1917 członek Prezydium Rady Powiatowej i pomocnik komisarza powiatowego w Krasnoufimsku, od 19 lutego 1919 do 12 czerwca 1920 komisarz spraw wewnętrznych Tymczasowego Baszkirskiego Komitetu Wojskowo-Rewolucyjnego. Od lutego 1919 komisarz narodowości Tymczasowego Baszkirskiego Komitetu Wojskowo-Rewolucyjnego, od lutego 1919 do czerwca 1920 zastępca przewodniczącego, a od 20 stycznia do 24 lutego 1920 p.o. przewodniczącego Tymczasowego Baszkirskiego Komitetu Wojskowo-Rewolucyjnego. Od maja 1921 zastępca ludowego komisarza rolnictwa Baszkirskiej ASRR, później zastępca przewodniczącego Baszkirskiej Obwodowej Rady Związków Kołchozów, od października 1931 dyrektor Baszkirskiego Instytutu Naukowo-Badawczego Rolnictwa i Hodowli.
28 lipca 1937 aresztowany, następnie skazany na śmierć i rozstrzelany. W 1957 pośmiertnie zrehabilitowany.